# Trębaczew (powiat rawski)
Trębaczew – wieś w Polsce położona w województwie łódzkim, w powiecie rawskim, w gminie Sadkowice.
Wieś szlachecka położona była w drugiej połowie XVI wieku w powiecie bielskim ziemi rawskiej województwa rawskiego. W latach 1975–1998 miejscowość należała administracyjnie do województwa skierniewickiego.

## Historia
Wcześniejsze nazwy wsi: Trebarzow (pocz. XVI w.), Trębaczów.
W roku 1827 w Trębaczewie było 17 domów i 184 mieszkańców.
W roku 1886 w Trębaczewie było 28 domów i 373 mieszkańców, a w folwarku 8 domów i 51 mieszkańców. We wsi było 20 budynków murowanych, młyn wodny, wiatrak i gorzelnia. Dobra trębaczewskie (Trębaczew, folwark, Lubania) miały powierzchnię ogólną 2181 mórg, w tym : grunty orne – 1131, łąki – 84, pastwiska 43, lasy – 884. Poza własnością ziemiańską w Trębaczewie było 40 gospodarstw chłopskich na 316 morgach, a w Lubani 26 gospodarstw na 511 morgach.

### Okres II wojny światowej
Rozkazem Kaliny z dnia 1 marca 1942 obwód "Rybitwa" ze względów operacyjnych przydzielony został z Okręgu AK Kielce-Radom do "Kretonu" – Okręg Łódź Armii Krajowej.
W czasie okupacji niemieckiej w Trębaczewie od 1943 r. prowadzono doświadczalną uprawę rośliny kauczukodajnej kok-sagizu.
Sadzonki hodowano w inspektach, a później rozsadę pikowano na polu. W planach przemysłu zbrojeniowego III Rzeszy miał być to surowiec do produkcji kauczuku naturalnego. Na terenie Generalnego Gubernatorstwa nadzór fachowy nad uprawą kok-sagizu miało dwóch Niemców i Polak – agronom z Nowego Miasta, (wcześniej do 1939 administrator dóbr hrabiego Śliźnia k. Słonimia, m.in. w Dziewiątkowiczach).
Pod pretekstem szkoleń agronomów odbywały się tu konspiracyjne spotkania żołnierzy Armii Krajowej w sprawie organizowania dostawy żywności (mąka, groch, ziemniaki) do Warszawy, jeszcze przed wybuchem powstania warszawskiego. Samochodowe transporty żywności zaopatrzone były w oryginalne dokumenty przewozowe z pieczęciami niemieckimi. Czyste druki dokumentów otrzymywano od Polaków pracujących w urzędach niemieckich m.in. w Lubochni. Druki opatrywano pieczęciami niemieckimi w Radomiu, przy okazji stemplowania bonów towarowych na żywność i odzież. Druki bonów uzyskiwano za łapówki w formie wędlin. Wędzonki na łapówki musiały być wyprodukowane z mięsa pochodzącego z legalnego uboju, a oficjalne pozwolenie na taki ubój udało się uzyskać Józefowi Kiszkurno. Sprawa gromadzenia żywności w Generalnym Gubernatorstwie na potrzeby Armii Krajowej przy współpracy z tajnym Związkiem Ziemian w roku 1943 nosiła kryptonim "Uprawa".

## Inne
W północnej części wsi znajduje się las, w którego północnej części (od strony Katarzynowa) jest położony Rezerwat przyrody Trębaczew.